# عبد المعين الملوحي
عبد المُعِين المَلُّوحِي (1335- 1427 هـ / 1917- 2006 م) باحث ومحقِّق تراثي سوري، وأديب قاصٌّ وشاعر، ومترجم أدبي. عمل في الصِّحافة وذيَّل توقيعه بلقب "شيوعي مُزمن" حتى عُرف به. عمل مديرًا للتراث العربي في وِزارة الثقافة السورية، ومديرًا للمراكز الثقافية، ومستشارًا ثقافيًّا في القصر الجمهوري. وهو عضو في اتحاد الكتَّاب العرب، وعضو مراسل بمجمع اللغة العربية بدمشق. لُقِّب بأمير الرثاء. تبنَّى الفكر اليساري زمنًا، وأسهم في تأسيس الحزب الشيوعي السوري، وألحد إلحادًا متطرفًا إثر وفاة زوجته بَهِيرَة، ثم أسلم من جديد وحسُن إسلامه في إثر وفاة ابنته وُرود. وهو شقيق الشاعر عبد اللطيف المَلُّوحِي، والباحث الصَّحَفي عدنان المَلُّوحي، وعمُّ الكاتب المؤرِّخ مهيار عدنان المَلُّوحي.

## ولادته ونشأته

عبد المعين الملوحي في شبابه

ولد أبو مُنقِذ، عبد المُعِين بن سعيد بن أنيس المَلُّوحِي في مدينة حِمْص عام 1336هـ/ 1917م، ونشأ في كنَف والده العالم الخطيب وأحد أعلام حمص الشيخ سعيد الملوحي، إمام مسجد النوري، والمفتي على مذهب أبي حَنيفة.
حصل عبد المعين على شهادة المرحلة الابتدائية عام 1929، ثم انتقل إلى دمشق عام 1935، ونال شهادة الدراسة الثانوية (بكالوريا ثانية - فلسفة) عام 1938. ثم شهادة دار المعلِّمين الابتدائية عام 1940، فشهادة دار المعلِّمين العليا بدمشق عام 1943، ثم قصَدَ مصر والتحقَ بجامعة القاهرة، ونال منها الإجازة (بكالوريوس) باللغة العربية وآدابها عام 1945.
ظهرت موهبته الأدبية مبكرًا فبدأ كتابة الشعر وهو في الثانية عشرة من عمره، وقد نُشرت أول قصيدة له وهو في التاسعة عشرة عام 1936 في "جريدة ألف باء"، بعنوان "ثورة على البكالوريا". ونُشرت أول ترجمة له عام 1945 لكتاب "ذكريات حياتي الأدبية" لمكسيم غوركي.

## عمله ونشاطه
بدأ العمل مدرِّسًا للغة العربية لطلاب المرحلة الابتدائية عام 1938، ثم عاد إلى التعليم الثانوي بعد رجوعه من مصر عام 1945، وتنقَّل في عدد من المدن منها حِمص واللاذقية وحماة وحلب ودير الزور. ثم عُيِّن مفتشًا أول للغة العربية في وِزارة المعارف السورية عام 1958 في المِنطقة الوسطى. وعمل مديرًا للمركز الثقافي بحمص عام 1960، وكانت مدَّة إدارته خِصبة جدًّا، وأصبح المركز بجِدِّه ونشاطه بؤرةَ إشعاع فكري وقومي وثقافي. ثم نُقل مديرًا للمركز الثقافي بدمشق عام 1963، ومديرًا للتراث العربي في وزارة الثقافة السورية عام 1965، ثم مديرًا للمراكز الثقافية والمكتبات عام 1968. واختير مستشارًا ثقافيًّا في القصر الجمهوري، من 1971 حتى أحيل على التقاعد عام 1976.
وهو من أساتذة الرئيس السوري حافظ الأسد في المدرسة، وحين زاره بعد أن صار رئيسًا للجمهورية سأله الرئيس: ماذا تطلب من خدمة شخصية؟ فطلب منه السماح بطباعة كتاب ترجمه من الشعر الفيتنامي، وعلى إثر طباعة الكتاب نال جائزة الصداقة الفيتنامية.
ألقى محاضرات في عدد من المدن السورية. وشارك في مؤتمر تيسير قواعد اللغة العربية بالقاهرة عام 1960.
وبعد تقاعده عمل مدرِّسًا للغة العربية في جامعة بكين وحاز لقب أستاذ شرف فيها عام 1977، وأصيبَ هناك بجُلطة دِماغية اضطَرَّته أن يعودَ إلى وطنه بعد سنة وبضعة أشهر. كان الملوحي غزيرَ الإنتاج متنوِّعَه، واتسم أدبه بالوضوح وبالنزعة الإنسانية، وله العديد من المؤلفات المهمَّة، من أبرزها وأشهرها قصيدة "قدَر وجريمة" التي طُبعت ونُشرت ثم مُنعت من التداول وسُحبت من المكتبات، بسبب جنوحه فيها إلى التسخُّط على قدر الله، والتصريح بأفكار إلحادية. ولكنها ما زالت تُنشر مطبوعةً غير كاملة، وتتناقلها الأيدي، وهي في رثاء زوجته بَهِيرة التي توفيت بالسرطان.
اعتُقِل الملوحي وسُجن في حِمص عقب قيام حركة جاسم علوان في يوليو (تَمُّوز) 1963، أمضى في سجنه عدَّة شهور، ثم أُفرج عنه. وفي آخر هذا العام أُوفدَ إلى الهند في زيارة تركت في نفسه وشِعره مرارةً مؤلمة.

### نشاطاته
- عضو مؤسِّس لرابطة الكتَّاب السوريين عام 1951.
- عضو مراسل بمجمع اللغة العربية بدمشق عام 1992.[14]
- عضو اتحاد الكتَّاب العرب، عضو جمعية البحوث والدراسات.[12]

## مذهبه الفكري
تبنَّى الفكر اليساري، وكان أحدَ مؤسسي الحزب الشيوعي السوري عام 1945، وحضر مؤتمر اللجنة المركزية ببيروت. وأدَّت به صدَمات الحياة إلى إلحاد متطرِّف بعد وفاة زوجته بَهِيرة، ثم عاد إلى رحابة الإسلام والإيمان بعد فقده ابنته وُرود.
ومن شعره:
وصرَّح في ذكرياته أنه كان شيوعيًّا ثم اختلف مع الشيوعيين في شؤون إدارية ونحوها فتركهم، وأنه ترك الحزب الشيوعي ولكنه ظلَّ ماركسيًّا ينادي بآرائه المستقلَّة. ثم قال: إنه بقي عشرين سنةً ملحدًا لا يصلِّي ولا يصوم، وردَّ ذلك إلى أسلوب واعظٍ جاهل لم يُفلح في وعظه! وعلَّق على قوله: بأنه كان بإمكانه أن يردَّ على جهل ذلك الواعظ ويبقى على إيمانه. ثم ذكر أنه عاد إلى الإيمان وهو في الأربعين من عمره، بعد أن رقَّ قلبه وتأثَّر جدًّا بوفاة ابنته. ومن شعره في انتقاله من الإلحاد إلى الإيمان:
قال عنه أديب الصحفيين عبد الغني العِطري: لو لم يُنفق الكثيرَ من وقته في تأييد ودعم التيارات اليسارية، ولو أنفق هذا الوقت في العمل الأدبي الخالص، لكان أدبه أكثرَ تألقًا، ولا سيَّما أنه نشأ في بيئة محافظة، شديدة الاعتصام بأهداب الدين، والتمسُّك بتعاليمه. على أن مرحلة (الانحراف) هذه ما لبثت أن تراجعت وانحسرت، ثم عاد الرجل إلى أصالته، مستغفرًا ربَّه، تائبًا إليه، ملتزمًا بالتعاليم التي نشأ وشبَّ عليها.

## من أقواله
- أعمل كلَّ يوم عشر ساعات؛ لأنني أعتقد أنه لا قيمةَ للحياة دون عمل. العمل أخذني من أفكاري ومنحَ حياتي قيمةً حقيقية، وأحسست أنني أقدِّم إنجازًا للحياة. والقراءة منحتني الرؤية الأكثر اتساعًا للحياة والصبر على مِحَنها، وإدراك أن الألم في الحياة أكثرُ من المسَرَّات. في مَطلَع حياتي وبعد زواجي بأسبوعين سقطت زوجتي مريضة، وبعد عذابِ مرضٍ عُضال رحلَت. رأيت الموتَ بقسوته! وفي منتصف العمر اختطفَ الموتُ ابنتي، وتركَت في القلب جُرحًا لم يندمل، وألمًا وعذابًا. في خريف العمر أصابتني جُلطة بالمُخِّ، وتركَتني في حالة شلل كامل، وترقَّب الأطبَّاء والأصدقاء موتي. في كلِّ هذه  المِحَن كان العمل والقراءة هما اللذان أنقذاني، ومنَحاني القدرة على الاستمرار. كان ردُّ فعلي مختلفًا في كلِّ مرَّة باختلاف المرحلة العُمرية والخبرة، والرؤية  للحياة، ولكنَّ الحياة الألم فيها أكثرُ من المسَرَّة والكدَر أكثرُ من الصفاء.[16]
- لم يدركني من عاصروني، فكيف يفهمني من يعيشون بعدي؟[17]

## أعماله
خلَّف قرابة مئة كتاب مطبوع، والكثير من المخطوطات غير المطبوعة، من أعماله:

### تحقيقات

1. ديوان ديك الجن الحِمصي، بالاشتراك مع محيي الدين درويش، دار الفجر بحِمص 1960.
2. ديوان عُروة بن الورد، وِزارة الثقافة بدمشق 1966.
3. اللاميتان: لامية العَرَب للشَّنْفَرى شرح الزمخشري، ولامية العَجَم للطغرائي شرح الصفدي، وِزارة الثقافة بدمشق 1966.
4. التنبيه على حدوث التصحيف، لحمزة بن حسن لأصفهاني، تحقيق محمد أسعد طلس، راجعه الملوحي بالاشتراك مع أسماء الحمصي، المجمع العلمي العربي بدمشق 1968.
5. الحماسة الشجرية، لابن الشجري، بالاشتراك مع أسماء الحمصي، وِزارة الثقافة بدمشق 1970.
6. كتاب الأُزْهِيَّة في علم الحروف، لعلي بن محمد الهروي، مجمع اللغة العربية بدمشق 1971.[18]
7. نظم اللآلْ في الحِكَم والأمثالْ، جمع وترتيب عبد الله فكري، شرح عبد المعين الملوحي، دار الأوزاعي ببيروت 1984.
8. مجموعة المعاني، لمؤلف مجهول، دمشق 1988.[19]
9. تحفة المجاهدين في العمل بالميادين، للاشين الحسامي[20] (لاجين بن عبد الله الحسامي المعروف باسم حسام الدين الطرابُلُسي).

### مؤلفات
1. المُنصِفات، وزارة الثقافة بدمشق 1967.
2. نظير زيتون الإنسان، بالاشتراك مع عدنان الداعوق، وزارة الثقافة بدمشق 1868.
3. الفكر العلمي عند ياقوت الحمَوي في معجم البلدان، مجمع اللغة العربية بدمشق 1971.
4. مختارات من كتاب الحيوان للجاحظ، بالاشتراك مع نعيم الحمصي، جزآن، دمشق 1979.
5. الأدب في خدمة المجتمع، دمشق 1981.
6. فهرسة كتاب الأغاني لأبي الفرج الأصفهاني، دمشق 1984.
7. تاريخ الشعر.
8. مَن غاب عنه المُطرب، لأبي منصور الثعالبي، دمشق 1987.
9. الشعراء الذين رثَوا أنفسَهم قبل الموت، دار الحضارة الجديدة ببيروت 1992.
10. الحب بين المسلمين والنصارى، بيروت 1993.[10]
11. أشعار اللصوص وأخبارهم، 3 أجزاء، دار أسامة بدمشق 1993.
12. مواقف إنسانية في الشعر العربي، بيروت 1993.
13. دفاع عن اللغة العربية والتراث العربي، دمشق 1995.[21]
14. شظايا من عمري (سيرة ذاتية).
15. مراثي الآباء والأمهات للبنين والبنات من الجاهلية إلى آخر القرن الثامن.
16. ثلاث شخصيات طريفة في الإسلام: ابن أبي عَتيق، أبو السائب المَخزومي، عبد الله بن جعفر الطيَّار.
17. الإنسان ذلك المظلوم.
18. نوادر دينية.[22]

### إبداعات
1. قصيدة قدَر وجريمة (شعر) في رثاء زوجته بَهِيرة، بيروت 1970.
2. ورود (شعر) في رثاء ابنته ورود، بيروت 1970.
3. ثلج على قبر، دمشق 1971.[23]
4. نجوى حجر (شعر)، مطبعة العلم بدمشق 1971.
5. عبد المعين الملوحي يرثي نفسه (شعر) في رثاء نفسه.
6. أرجوزة الأحفاد وقصر يلدز.
7. طعم التُّخَمة وطعم الجوع (قصص)، دار مجلة الثقافة بدمشق 1973.[18]
8. الحرب والحب (شعر)، نشر بمعونة اتحاد الكتَّاب العرب بدمشق 1980.
9. من أيام فرنسا في سورية (قصص).[4]

### ترجمات
1. ذكريات حياتي الأدبية، مكسيم غوركي، القاهرة 1945.
2. المتشرِّدون، مكسيم غوركي، حِمص، ودار الجماهير الشعبية دمشق 1951.
3. حادث فوق العادة (قصص)، مكسيم غوركي، دار القلم بيروت 1954.
4. مذكِّرات جاسوس (قصص)، مكسيم غوركي، دار القلم بيروت 1954.
5. دور الأفكار التقدمية في تطوير المجتمع، ف. كونستانتينوف، دار الفارابي بيروت 1955.
6. في سردابي، دوستويفسكي، دار الفجر بحِمص 1956.
7. حقُّ الشعوب في تقرير مصيرها، فلاديمير لينين، حِمص 1957.
8. الشعر الصيني من أقدم أصوله حتى اليوم، باتريسيا غويللرماز، راجعه صدقي إسماعيل، وِزارة الثقافة دمشق 1967.[18]
9. تاريخ الشعر الصيني المعاصر، باتريسيا غويللرماز، بالاشتراك مع نعيم الحمصي.
10. الله وبلانكوبوسيني الحقيقي (تمثيلية)، برناردشو، صحيفة الموقف الأدبي، 1972.
11. بلدي (رواية)، رسول حمزاتوف، بالاشتراك مع يوسف حلاق، دار الملوحي للنشر دمشق 1975.[24] ط2 دار الجماهير العربية دمشق 1984. ط4 دار الفارابي بيروت 2014، بعنوان "داغستان بلدي".[25]
12. من القَصَص الفيتنامي، مجموعة مؤلفين، دار منارات للنشر عمَّان 1982.
13. كتاب رايسبيلدر: رحلات هاينه في أوروبا، هاينريش هاينه، جزآن، دار التنوير بيروت 1982.
14. سورابير المتمرِّد، أنطون ستراشيميروف، دار صبرا للدراسات والنشر نيقوسيا- قبرص، شركة الجليل للطباعة دمشق 1984.
15. الأدب السويدي من أول عصوره حتى اليوم، انجفار هولم، وماغنوس فون بلاتان،[15] دار طلاس للدراسات والترجمة والنشر دمشق 1987.[26]
16. ديوان جناح جبريل، محمد إقبال، ترجمه عن الفرنسية، دار طلاس للدراسات والترجمة والنشر دمشق 1987.
17. مبادئ للثوار، برناردشو، دار الينابيع للنشر دمشق 1992.[27]
18. تاريخ الأدب الفيتنامي، لجنة من هانوي.
19. أروع قصة في الأدب الفيتنامي، نغون دو.[19]
20. حِكَم النبي محمد، ليف تولستوي، ترجمة سليم قبعين، قدَّم لها وراجعها عبد المعين الملوحي، دار الملوحي للنشر دمشق ط2، 1997.
21. تحليل النصوص الأدبية، بي شاريه ودي غرانج، دار الملوحي للنشر دمشق 2001.
22. ديوان مُنْذُ (من الشعر الثوري الفيتنامي)، شاعر فيتنام توهو، دار الملوحي للنشر دمشق 2005.
23. قصص بلغارية.
24. مسَّاح الأحذية الصغير في سايغون.[28]

وهو أول من ترجم أعمالًا لدوستويفسكي، وأول من ترجم الشعر الفيتنامي.

### مقالات
نشر الكثير من المقالات في الصُّحُف والمجلات منها، الأديب، الآداب، المجلة الجديدة، الغد (اللاذقية)، الطليعة، الأيام، الثقافة، المعرفة، صوت الشعب، وكان يذيِّل مقالاته قديمًا باسم "عبد المعين الملوحي شيوعي مُزمِن".
1. حب الوطن، للشاعر الفرنسي شارل دوبزانسكي (شارل مارس)، ترجمة الملوحي، مجلة الطليعة، العدد 2، 1999.[29]

## قدر وجريمة
قصيدة "قدَر وجريمة" في رثاء زوجته بهيرة التي توفيت بالسرطان، عدَّة أبياتها 186 بيتًا، كتبها عام 1949، أثارت وما زالت تثير جدلًا، وبعد أن طُبعت ونُشرت سُحبت من الأسواق، وحتى الآن لم تطبع كاملة باللغة العربية، طبعت منها مقاطعُ ضمن كتب تناولت القصيدة وكاتبها، وجاء في خاتمتها قوله:
وهي قصيدة رثائية بامتياز، وفلسفية بامتياز، وإلحادية بامتياز. فهو من أول من تجرَّأ على الإلحاد، وليس الإلحاد فحسب بل الهجوم، ليفتح باب جديدًا في وجه الأدب العربي، قلائل من تجرَّؤوا ودخلوا فيه. ويُذكر أن الملوحي عاد وكتب قصيدةَ اعتذار. وبعد كلِّ هذا لا يمكن أن نقول إن قصيدة "قدر وجريمة" لم تكن ملحمةً شعرية، وقد لقَّبه الشاعر شاهر نصر بـ «أمير الرثاء» وربما كان ذلك لتلك الشُّهرة الواسعة لقصيدة قدر وجريمة وقصيدة ورود.
ويلفت عبد الغني العطري إلى الفرق ما بين قصيدته في رثاء زوجته وقصيدته الأُخرى في رثاء ابنته، أنه في القصيدة الأولى يثور على الأقدار، ويجنح في بعض الأبيات إلى ما يبلغ حدَّ الكفر والإلحاد. ولكنه في قصيدته الثانية يستسلم للقضاء والقدر، ويستغفر الله العظيم، ويتوب إليه ويعتذر.

## جوائزه
- نال وسام الصداقة الفيتنامية لترجمته كتابًا من الشعر الفيتنامي.
- نال عددًا من أوسمة التكريم، منها وسام الثقافة من دولة بولونيا.[7]

## كتب عنه
1. أمير شعراء الرثاء عبد المعين الملوحي، شاهر نصر، دار الكنوز الأدبية بيروت 1996.
2. الأصالة والإبداع في شعر عبد المعين الملوحي، شاهر نصر، دمشق 2002.
3. هكذا رأيت عبد المعين الملوحي، يوسف بلال، دمشق 2002.
4. عبد المعين الملوحي ثقافة الحياة، حسن حميد، دمشق 2006.[7]

## أسرته
تزوَّج امرأة اسمها بَهِيرة الجَمالي، عام 1946، ماتت بعد عام واحد فقط بداء السرطان، تاركةً له طفلةً اسمها خُزامى. ثم تزوَّج ثانيةً عام 1949 أو 1950 امرأة اسمها رُسَيمة الدُّرُوبي، ولديه منها خمسة أولاد، هم: مُنقِذ، ومُنصِف، وشُروق، ووُرود، وعِتاب. وتوفيت ابنته وُرود بتاريخ 7 يناير (كانون الثاني) 1970.

## وفاته
توفي عبد المعين الملوحي في دمشق، يوم الثلاثاء 21 صفر 1427هـ الموافق 21 مارس (آذار) 2006، عن عمر ناهز تسعين عامًا. ونُقل جُثمانه إلى حِمص ودُفن فيها.

## وصلات خارجية
- عبد المعين الملوحي على موقع أرشيف الشارخ.
- موقع عبد المعين الملوحي.